# Heteropterys obovata
Heteropterys obovata är en tvåhjärtbladig växtart som först beskrevs av John Kunkel Small, och fick sitt nu gällande namn av J. Cuatrec. och T.B. Croat. Heteropterys obovata ingår i släktet Heteropterys och familjen Malpighiaceae. Inga underarter finns listade i Catalogue of Life.